# اونترالگوی
اونترالگوی (به آلمانی: Landkreis Unterallgäu) یک منطقهٔ روستایی در آلمان است که در شوابن (بایرن) واقع شده‌است.

## خصوصیات
اونترالگوی ۱۳۵٬۵۵۲ نفر جمعیت دارد.

## شهرک‌ها و شهرداری‌ها

شهرک‌ها and municipalities in Landkreis Unterallgäu

| Towns 1. باد وریسهوفن 2. میندلهایم Märkte 1. بابنهاوزن 2. باد گروننباخ 3. Dirlewang 4. ارکهایم 5. کیرشایم ین شوابن 6. لگاو 7. مارکت رتنباخ 8. مارکت والد 9. اوتوبویرن 10. پفافنهاوزن 11. تورکهایم 12. توسنهاوزن | Verwaltungsgemeinschaften 1. Babenhausen 2. Boos 3. Dirlewang 4. Erkheim 5. Bad Grönenbach 6. Kirchheim (Schwaben) 7. Memmingerberg 8. Ottobeuren 9. Pfaffenhausen 10. Türkheim | Municipalities 2 |